# Fleabag

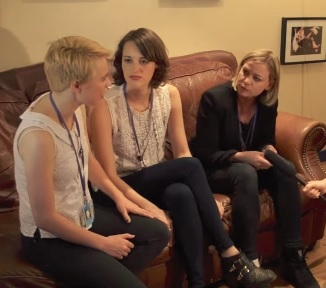
Kvinnorna bakom Fleabag-monologen som intervjuades vid Edinburgh Fringe Festival 2013. Phoebe Waller-Bridge sitter i mitten.

Fleabag är en brittisk dramakomedi-serie skapad och skriven av Phoebe Waller-Bridge, som även innehar huvudrollen. Den är baserad på en soloföreställning av Waller-Bridge som först framfördes 2013. Ursprungligen producerades serien av Two Brothers Pictures för den digitala kanalen BBC Three i ett avtal med Amazon Studios. Waller-Bridge spelar Fleabag, en utåtagerande, problematisk ung kvinna som bor i London. Andra medverkande är Sian Clifford och Olivia Colman. Andrew Scott anslöt i den andra säsongen. Rollfigurerna bryter ofta den fjärde väggen.
Serien hade premiär den 21 juli 2016 och avslutade sin andra och sista säsong den 8 april 2019. Fleabag fick beröm av kritiker. De hyllade skådespeleriet (framförallt Waller-Bridges), manus och huvudpersonens unika personlighet. Waller-Bridge vann British Academy Television Award for Best Female Comedy Performance för den första säsongen 2017. Den andra säsongen fick elva nomineringar vid Primetime Emmy Award varav den vann sex, inklusive Bästa komediserie. Waller-Bridge vann även Bästa kvinnliga huvudroll i en komediserie och Bästa manusförfattare till en komediserie. Clifford, Colman och gäststjärnorna Fiona Shaw och Kristin Scott Thomas fick ytterligare nomineringar.   
Serien är bearbetad från Waller-Bridges 2013 soloföreställning på Edinburgh Festival Fringe. Den vann Fringe First Award. Den ursprungliga idén om Fleabags karaktär kom från en utmaning av en vän. Waller-Bridge fick uppgiften att skapa en 10 minuter lång sketch som en del av en stå-upp-kväll. 

## Skådespelare
- Phoebe Waller-Bridge som Fleabag, en ung kvinna som bor i London
- Sian Clifford som Claire, Fleabags syster
- Olivia Colman som Fleabags gudmor, som nu har ett förhållande med Fleabags pappa
- Bill Paterson som Fleabags pappa
- Brett Gelman som Martin, Claires amerikanska man
- Hugh Skinner som Harry, Fleabags ex-pojkvän
- Hugh Dennis som bankchef, som Fleabag kontaktar för ett lån
- Ben Aldridge som Arsehole Guy, en av Fleabags killar
- Jamie Demetriou som Bus Rodent, en av Fleabags killar (serie 1)
- Jenny Rainsford som Boo, Fleabags avlidna bästa vän / affärspartner
- Andrew Scott som präst, Fleabag förälskar sig i (serie 2)
- Fiona Shaw som Fleabags rådgivare (serie 2)
- Kristin Scott Thomas som Belinda, en framgångsrik affärskvinna som möter Fleabag vid en prisutdelning som presenterades av Claire (serie 2)
- Ray Fearon som Hot Misogynist, Fleabags advokat (serie 2)
- Angus Imrie som Jake, Martins tonårsson och Claires styvson
- Christian Hillborg som Klare, Claires finska affärspartner och förälskelse (serie 2)
- Jo Martin som Pam, som arbetar i prästkyrkan (serie 2)